# قرار مجلس الأمن التابع للأمم المتحدة رقم 388
قرار مجلس الأمن التابع للأمم المتحدة رقم 388، الذي اتخذ بالإجماع في 6 أبريل 1976، أعاد تأكيد القرارات السابقة بشأن هذا الموضوع، بما في ذلك الاستنتاج بأن الوضع في روديسيا يشكل تهديدًا للسلم والأمن الدوليين. قرر المجلس توسيع نظام العقوبات ليشمل:
( أ ) أي سلع أو منتجات يعتقد أو لديه سبب معقول للاعتقاد بانها تم تصديرها من روديسيا الجنوبية بعد تاريخ هذا القرار بما يتنافى مع قرار مجلس الأمن 253 (1968)؛
( ب ) أي سلع أو منتجات يعتقد أو يكون لديها سبب معقول للاعتقاد بأنها موجهة أو مخصصة للاستيراد في روديسيا الجنوبية بعد تاريخ هذا القرار بما يتنافى مع القرار 253 (1968)؛
( ج ) السلع أو المنتجات أو الممتلكات الأخرى في روديسيا الجنوبية، بما يتنافى مع القرار 253 (1968)؛
واستمر القرار ليقرر أن جميع الدول الأعضاء ستتخذ إجراءات لضمان عدم استخدام الأسماء التجارية واتفاقيات الامتياز الناشئة في أراضيها لصالح روديسيا وحث الدول التي ليست أعضاء في الأمم المتحدة على التصرف وفقًا لأحكام هذا القرار.